# Edu Marangon
Edu Marangon (São Paulo, 2 februari 1963) is een voormalig Braziliaans voetballer.

## Braziliaans voetbalelftal
Hij begon zijn carrière bij Portuguesa en met hen vicekampioen van de Paulistão van 1985. Hierna speelde hij nog voor vele teams zoals Torino, Porto, Nacional en Flamengo. 
Edu Marangon debuteerde in 1987 in het Braziliaans nationaal elftal en speelde 9 interlands, waarin hij 1 keer scoorde. Door een blessure werd zijn interlandcarrière vroegtijdig beëindigd.